# Tenisová sezóna Rogera Federera 2017
Tenisová sezóna Rogera Federera 2017 začala na australském kontinentu po pětiměsíčním herním výpadku, kde švýcarský tenista nastoupil po boku Belindy Bencicové do lednového Hopmanova poháru. Švýcarský tým obsadil druhé místo základní skupiny. Na úvodním Grand Slamu Australian Open pošesté postoupil do finále, v němž se stal jeho soupeřem Rafael Nadal. Pětisetovou výhrou získal pátý titul z Melbourne Parku a 18. grandslamem navýšil rekordní zápis mužských historických statistik. Po rozhodnutí vynechat Roland Garros zavítal do Wimbledonu, kde statistiku rozšířil o devatenáctý major poté, co v závěrečném zápase zdolal Chorvata Marina Čiliće. Jako první muž si připsal osmou wimbledonskou trofej a svou první bez ztráty setu. Během turnaje se posunul do čela statistiky nejvyššího počtu vyhraných grandslamových zápasů, když po skončení zaznamenal 321 vítězství. Na US Open pak v repríze finále z roku 2009 utrpěl čtvrtfinálovou porážku od Juana Martína del Potra. Zápasovou grandslamovou bilanci v sezóně uzavřel poměrem 18–1.
Na březnovém BNP Paribas Open v Indian Wells triumfoval již popáté. V 35 letech se stal nejstarším vítězem série Masters. Tento věkový rekord nejdříve posunul o dva týdny později třetím kariérním triumfem na Miami Open. Navázal tak na sezóny 2005 a 2006, v nichž také zvítězil na tzv. „slunečním doublu“ v podobě dvou jarních amerických Mastersů. Rekordní devátý titul vybojoval na travnatém Gerry Weber Open v severoněmeckém Halle. Po Nadalovi se stal druhým mužem otevřené éry, jenž na jediném turnaji triumfoval alespoň devětkrát. V říjnu pak dosáhl na druhou trofej ze Shanghai Rolex Masters, znamenající dvacátý sedmý vavřín v sérii Masters. V závěru téhož měsíce poosmé vyhrál Swiss Indoors v rodné Basileji, čímž si připsal devadesátý pátý kariérní titul ATP Tour. Tímto výkonem se osamostatnil na 2. místě otevřené éry ve statistice vyhraných turnajů dvouhry. Finanční prémie znamenala, že na čele historických výdělků překonal o téměř 50 tisíc dolarů vedoucího Djokoviće, když vydělaná částka po basilejské události činila 109 853 682 dolarů.
ATP World Tour jej poprvé ocenila v kategorii Návrat roku, potřinácté obdržel cenu Cenu Stefana Edberga za sportovní chování a popatnácté v řadě byl vyhlášen nejoblíbenějším hráčem fanoušků – ATPWorldTour.com.

## Přehled sezóny

### Zimní a jarní sezóna na tvrdém povrchu

#### Hopmanův pohár
Po pětiměsíční přestávce na rekonvalescenci zraněného kolena rozehrál sezónu na lednovém Hopmanově poháru. Jednalo se o jeho třetí perthskou účast a první od roku 2002. I potřetí nastoupil se spoluhráčkou slovenského původu. Po Hingisové a Vavrincové se jí ve švýcarském týmu stala Belinda Bencicová.
V prvním singlu zdolal britskou trojku Daniela Evanse ve dvou setech a po zvládnutém mixu Švýcaři zvítězili 3:0 na zápasy. Druhému mezistátnímu duelu proti Německu přihlížela 4. ledna 2017 v Perthské aréně rekordní návštěva za celou téměř třicetiletou historii turnaje, která činila 13 785 diváků. Jednalo se také o nejvíce navštívené tenisové utkání v historii Západní Austrálie. Federer v třísetové bitvě podlehl 24. hráči žebříčku a 19letému teenagerovi Alexandru Zverevovi, když všechny sety rozhodl až tiebreak. Po výhrách Bencicové a ve smíšené čtyřhře vybojovali zástupci „země helvetského kříže“ i druhý bod poměrem 2:1 na zápasy. Závěrečný duel proti neporažené Francii určil vítěze skupiny postupujícího do finále. Basilejský rodák přehrál v utkání proti světové osmnáctce Richardu Gasquetovi po dvousetovém průběhu. Bencicová však podlehla Mladenovicové a rozhodující mix hraný v rychlém formátu znamenal výhru Francouzů a jejich postup do finále. Švýcaři tak obsadili 2. místo základní skupiny A.

#### Australian Open
Na Australian Open přijížděl jako sedmnáctý muž žebříčku ATP. Jednalo se o první grandslam od US Open 2002, na němž nehrál jako člen elitní světové desítky žebříčku ATP.
V úvodních dvou kolech vyřadil kvalifikanty. Rakušan Jürgen Melzer mu odebral jeden set a Američan Noah Rubin žádný. Ve třetím zápase narazil na desátého nasazeného Tomáše Berdycha, jemuž dovolil ve třísetovém průběhu uhrát deset her. První pětisetový duel vybojoval proti světové pětce Kei Nišikorimu z Japonska. Ve čtvrtfinále jej nezastavil Murrayho přemožitel, Němec Mischa Zverev, který nenašel na Švýcarovu hru klíč, a nezískal ani jeden set. Čtvrtý hráč klasifikace a krajan Stan Wawrinka mu podlehl v pětisetovém semifinále, když i podruhé skončilo páté závěrečné dějství poměrem her 6–3. A tento stav se zopakoval i potřetí ve finále. Zvýšil tím aktivní poměr vzájemných zápasů s Wawrinkou na 19–3.

##### Finálovou výhrou k 18. grandslamu
| Statistiky finále       | Statistiky finále   | Statistiky finále |
| Federer                 |                     | Nadal             |
| ----------------------- | ------------------- | ----------------- |
| 20                      | esa                 | 4                 |
| 3                       | dvojchyby           | 3                 |
| 62 %                    | 1. podání do dvorce | 73 %              |
| 76 %                    | úspěšnost 1. podání | 63 %              |
| 49 %                    | úspěšnost 2. podání | 56 %              |
| 73                      | vítězné míče        | 35                |
| 57                      | nevynucené chyby    | 28                |
| 6/20                    | brejkboly           | 4/17              |
| 29/40                   | hra na síti         | 9/12              |
| délka utkání 3.37 hodin |                     |                   |

Na Australian Open postoupil do šestého finále, čímž vyrovnal Djokovićův rekord otevřené éry a v mužském tenise navýšil rekordní počet grandslamových finálových účastí na dvacet osm. Naposledy předtím jej v Melbourne Parku odehrál v roce 2010. Stal se také nejstarším finalistou grandslamu od US Open 1974 a tehdy 39letého Kena Rosewalla.
V závěrečném utkání narazil na španělskou světovou devítku a dlouhodobě největšího soupeře na okruhu, Rafaela Nadala. V rámci vzájemného soupeření se dvojice utkala ve třinácté sezóně a čekalo ji 35. střetnutí. Předzápasovou bilanci měl Švýcar pasivní 11–23, respektive 3–6 ve finále grandslamu. V grandslamovém finále se oba naposledy utkali na French Open 2011 a předchozí zápas na turnajích velké čtyřky spolu odehráli v semifinále Australian Open 2014.
O vítězi rozhodla až závěrečná sada, před jejímž rozehráním odešel basilejský rodák do šaten po vyžádání zdravotní přestávky. Do pátého setu vstoupil Nadal ziskem soupeřova podání a ujal se vedení 3–1 na gamy. Následoval však obrat, když Federer získal zbylých pět her. Nejdříve využil až šestý brejkbol v setu a srovnal na 3–3. Po čisté hře na vlastním servisu si vypracoval vedení 4–3 a 0:40, ale nejdříve ani jednu příležitost podruhé prolomit podání Španěla v sadě nezužitkoval. Přesto proměnil pátou brejkovou šanci v dané hře a ujal se vedení 5–3. Obrat dokonal ziskem šestého gamu, v němž čelil soupeřovým brejkbolům. Využitým druhým mečbolem, kdy dopad míče na čáru potvrdilo jestřábí oko, dosáhl basilejský rodák po 3.37 hodinách na vítězství v Melbourne Parku. Na grandslamu, vyjma Wimbledonu, zdolal Španěla poprvé v kariéře.

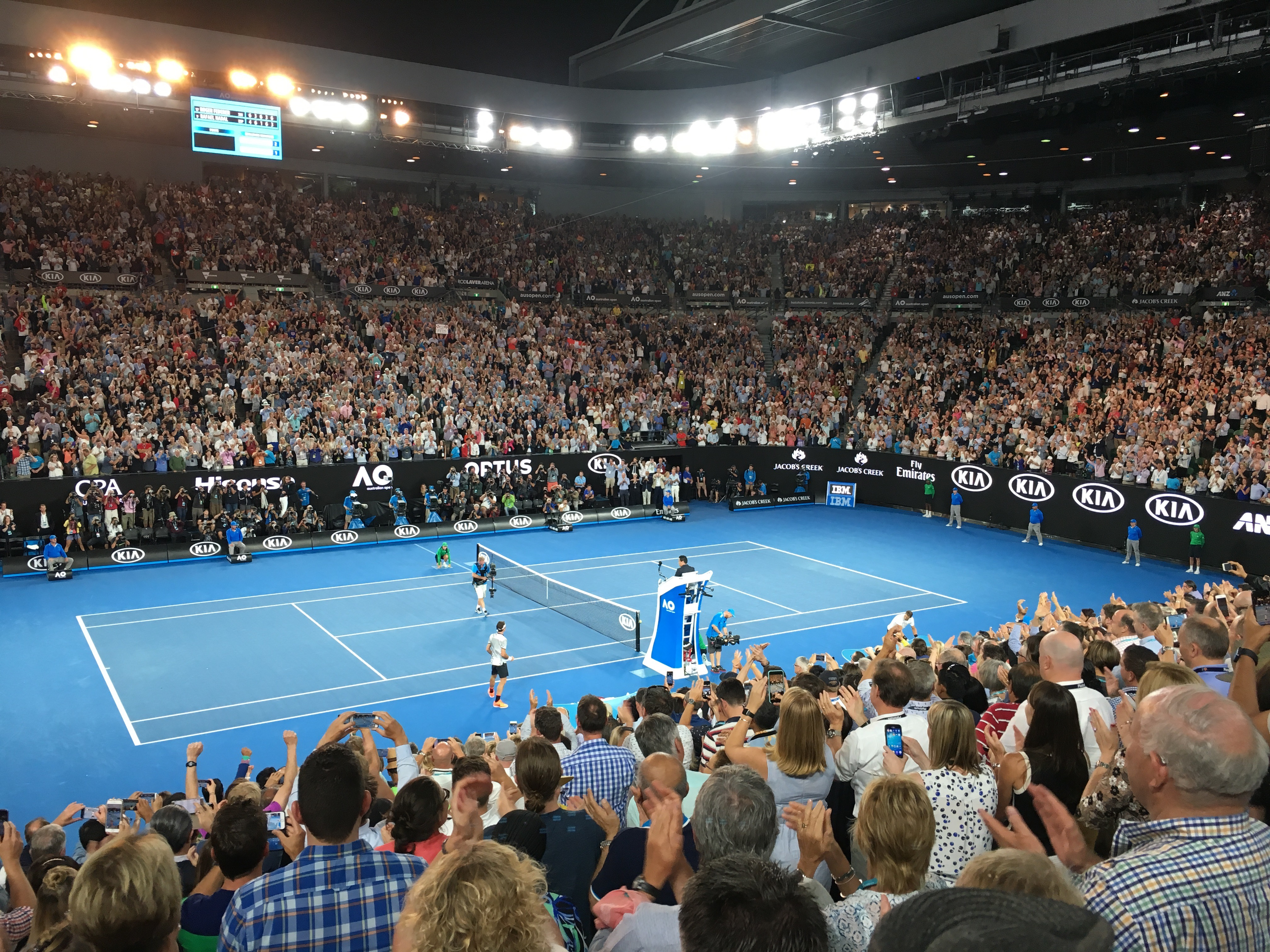
V aréně Roda Lavera po vítězném pětisetovém finále Australian Open nad Rafaelem Nadalem

Jednalo se o první Federerův turnaj v kariéře, na němž odehrál tři pětisetová klání. Po výhrách v letech 2004, 2006, 2007 a 2010 si odvezl pátou trofej a navýšil rekordní zápis mužských historických statistik 18. grandslamem. Bodový zisk mu dopomohl k návratu do elitní desítky žebříčku ATP na 10. místo, z něhož vypadl v říjnu 2016. V 35 letech se stal druhým nejstarším grandslamovým šampionem open éry, když starším byl jen tehdy 37letý vítěz Australan Ken Rosewall na Australian Open 1972. Za titul si připsal částku 3 700 000 australských dolarů a jako druhý tenista historie překonal hranici 100 milionů dolarů na odměnách, když po turnaji kariérní prize money činily 101 605 085 dolarů.
Federer vybojoval jako prvním muž historie po pěti trofejích na třech různých grandslamech. Jednalo se také o jeho první turnaj v kariéře, na němž odehrál tři pětisetové zápasy a překonal rekord Björna Borga sedmým pětisetovým finále grandslamu, když Švéd nastoupil do šesti takových zápasů.

##### Federerovy rekordy po Australian Open
- 18 grandslamů v mužské dvouhře
- 28 finále v mužské dvouhře grandslamu
- 41 semifinále ve dvouhře grandslamu
- 49 čtvrtfinále ve dvouhře grandslamu
- 7 pětisetových finále v mužské dvouhře grandslamu
- 314 vítězných zápasů v mužské dvouhře grandslamu
- 6 finále Australian Open v otevřené éře (spolu s Djokovićem)
- 5 titulů na třech různých grandslamech

#### Dubai Tennis Championships
Na arabský poloostrov zavítal v roli sedminásobného šampiona a jako třetí nasazený hráč Dubai Tennis Championships.
V úvodním duelu mu Francouz z konce čtvrté desítky žebříčku Benoît Paire dokázal odebrat jen čtyři gamy. Následně však překvapivě podlehl v prvním vzájemném klání 116. muži světové klasifikace, ruskému kvalifikantu Jevgeniji Donskému v třísetové bitvě provázející zvraty a trvající přesně dvě hodiny. Po zisku první sady za 24 minut nedokázal ve druhé Švýcar využít tři mečboly. Za stavu 3–4 a 40:0 v daném dějství, z pohledu basilejského rodáka, nejdříve došlo k přerušení zápasu pro výpadek osvětlení. Po obnovení hry pak za stavu 4–5 Federer zachránil setbol Rusa. Naopak v tiebreaku si vypracoval tři mečboly, ale ani jeden nezužitkoval a set připadl soupeři. V rozhodujícím dějství promarnil náskok 5–2 na gamy a navazující ztrátou čtyř her nabídl Donskému šanci utkání doservírovat do vítězného konce. V dané chvíli však ruský kvalifikant neunesl tíhu okamžiku a podání prohrál. Federer od stavu 5–6 přitom získal devět z deseti výměn, čímž si vypracoval vedení 5:1 v tiebreaku. Další ztráta koncentrace však znamenala, že si Donskoj připsal všech šest zbylých výměn a zkrácenou hru ovládl poměrem 7:5.
Níže postavenému tenistovi Švýcar naposledy předtím podlehl ve Wimbledonu 2002, když ve 20 letech odešel poražen od Chorvata Maria Ančiće, kterému patřila 154. příčka žebříčku. V další kariéře nestačil na soupeře mimo elitní světovou stovku pouze pětkrát. Jednalo se o prohry s Radkem Štěpánkem (110. ATP, Gstaad 2002), Richardem Gasquetem (101. ATP, Monte-Carlo 2005), Sergijem Stachovským (116. ATP, Wimbledon 2013), Federicem Delbonisem (114. ATP, Hamburk 2013) a Donským, jenž poprvé v kariéře zdolal hráče z Top 10. Po zápase ruský tenista sdělil: „Dnes jsem překvapil každého. Myslím, že ten, kdo porazí Rogera, překvapí i sám sebe. […] Je to jako splněný sen.“ Federer reagoval slovy: „Měl jsem šance a měl jsem to nějak ukončit. Ani nevím, jak mi zápas utekl. Mám tu teď popsat něco, co si sám vysvětlit neumím.“

#### BNP Paribas Open
Na kalifornském BNP Paribas Open, konaném v areálu Indian Wells Tennis Garden, startoval z pozice turnajové devítky.
Po volném losu přešel hladce přes Francouze Stéphane Robert, aby ve třetím kole zvládl koncovky obou setů s dvacátým čtvrtým nasazeným Američanem Stevem Johnsonem po vítězných tiebreacích.
Poprvé v kariéře se v osmifinále střetl s dlouhodobým rivalem a šestým nasazeným Rafaelem Nadalem. V úvodním setu se basilejský rodák ujal vedení 5–1 a zápas následně dovedl do vítězného konce, když Španěla po 68 minutách přehrál ve dvou setech 6–2 a 6–3. Poprvé tak v sérii vyhrál tři zápasy v řadě a snížil pasivní zápasovou bilanci na 13–23. Do svého desátého semifinále postoupil bez boje po odstoupení Australana Nicka Kyrgiose, jenž se omluvil pro žaludeční problémy způsobené pravděpodobně otravou z potravy.
Mezi poslední čtveřicí zdolal americkou světovou osmnáctku Jacka Socka ve dvou setech. V závěrečném utkání soutěže přehrál 31letého krajana a turnajovou trojku Stana Wawrinku po dvousetovém průběhu. Během celého turnaje ztratil pouze jediné podání, a to až v závěrečném duelu. Proti Wawrinkovi navýšil aktivní poměr vzájemných zápasů na 20–3. Pátým turnajovým vítězstvím z Indian Wells Masters vyrovnal Djokovićův rekord. Jubilejní devadesátý singlový titul na okruhu ATP Tour znamenal, že se po Connorsovi a Lendlovi stal třetím tenistou historie, kterému se podařilo dosáhnout na hranici 90 trofejí. Zároveň docílil dvacátého pátého triumfu v sérii Masters, z nichž si pět připsal v Indian Wells. Navázal tak na sezóny 2004, 2005, 2006 a 2012. V 35 letech a 7 měsících byl Federer druhým nejstarším hráčem v první osmdesátce žebříčku. Titulem se stal nejstarším šampionem Mastersu, když překonal tehdy 34letého Andreho Agassiho, jenž triumfoval na Cincinnati Masters 2004. Rovněž pokořil věkový rekord nejstaršího šampiona v Indian Wells, jímž byl Jimmy Connors, který v roce 1984 zvítězil v 31 letech a 5 měsících. Bodový zisk jej posunul o čtyři místa výše na 6. příčku.

#### Miami Open
V roli světové šestky a turnajové čtyřky přijel na floriský Miami Open, kde obdržel volný los do druhého kola.
Po dvousetové výhře nad 19letým americkým kvalifikantem Frances Tiafoe z počátku druhé světové stovky si ve třetí fázi poradil s Argentincem Juanem Martínem del Potrem a následně čtrnáctým nasazeným Španělem Robertem Bautistou Agutem. Ve čtvrtfinále ztratil první ze dvou setů na turnaji s desátým nasazeným Tomášem Berdychem. V tiebreaku závěrečné sady se ocitl na prahu vyřazení, když dokázal Čechovi odvrátit dva mečboly. Za stavu míčů 6:4 podával Berdych na vítězství. Sérií čtyř vyhraných výměn však Švýcar otočil průběh a postoupil po výhře 8:6 ve zkrácené hře. Ve třetím setu přitom již basilesjký rodák vedl 5–2 na gamy, ale český tenista si vzal ztracené podání zpět. Berdych čelil mečbolu soupeře již za stavu 5–6 a 30:40. Federer mu tak oplatil těsnou prohru ze čtvrtého kola v roce 2010.
V semifinále pak zdolal o čtrnáct let mladšího Australana Nicka Kyrgiose z druhé světové desítky, když zvládl koncovky všech tří setů vždy ve vyrovnaných tiebreacích, v nichž rozhodoval dvoubodový rozdíl. I v prvním vzájemném utkání dvojice odehrála tři zkrácené hry na Mutua Madrid Open 2015, kde Švýcar promarnil dva mečboly. Miamský zápas trval 3.10 hodin. Ve finále vyhrál za 1.34 hodin nad 30letým Španělem a turnajovou pětkou Rafaelem Nadalem po dvousetovém průběhu, aniž by ztratil servis. Oba členové dvojice se v rámci vzájemného soupeření utkali po třicáté sedmé a basilejský rodák čtvrtou výhrou za sebou snížil pasivní bilanci na 14–23. Na tvrdém povrchu se ujal těsného vedení 10–9. Nadal tak z miamského Mastersu odešel i popáté jako poražený finalista. Federer si připsal devadesátý první singlový titul na okruhu ATP Tour a zároveň docílil dvacátého šestého triumfu v sérii Masters, kde mu patřila třetí příčka. Potřetí také ovládl Miami Masters. Navázal tak na sezóny 2005 a 2006, kdy také triumfoval na obou jarních amerických Mastersech a potřetí si odvezl tzv. „sluneční double“.
V 35 letech a 7 měsících byl druhým nejstarším hráčem v první osmdesátce žebříčku ATP. Titulem se stal nejstarším šampionem Mastersu, když překonal vlastní dva týdny starý věkový rekord z Indian Wells. Bodový zisk jej posunul o dvě místa výše na 4. příčku.

### Antuková sezóna
Celou fyzicky nejnáročnější antukovou část okruhu se Roger Federer rozhodl vynechat. Zprvu avizoval start na pařížském grandslamu Roland Garros, ale v polovině května oznámil, že se na dvorce vrátí až turnaji na trávě. K rozhodnutí uvedl: „Bohužel jsem se rozhodl nehrát na French Open. V posledních týdnech jsem hodně dřel, abych byl schopen působit na ATP Tour ještě mnoho let, a cítím, že je rozumné letos vynechat antukovou sezonu a připravit se na trávu a tvrdé povrchy.“

### Travnatá sezóna

#### MercedesCup
Sezónu na trávě otevřel na MercedesCupu ve Stuttgartu jako nejvýše nasazený hráč.
Po volném losu jej však ve druhém kole vyřadil německý 39letý veterán Tommy Haas, startující na divokou kartu, když proti němu nevyužil mečbol. Do utkání vstoupil dominantně a ujal se vedení 6–2 a 2–1, navíc s výhodou prolomeného podání ve druhé sadě. Němec figurující na 302. místě žebříčku však dokázal průběh zvrátit. Švýcar tak od počátku ledna 2017 utržil druhou porážku na dvacet jedna vítězství.
Premiérový zápas na travnatém turnaji prohrál poprvé od Wimbledonu 2002, kdy nestačil na Maria Ančiće.

#### Gerry Weber Open
V roli turnajové jedničky a světové pětky rozehrál Gerry Weber Open v severoněmeckém Halle.
Potřetí v kariéře prošel pavoukem bez ztráty setu. V první fázi přehrál šťastného poraženého Japonce z kvalifikace Jūiči Sugitu, aby následně vystavil stopku německým hráčům Mischovi Zverevovi z konce třetí desítky žebříčku i Florianu Mayeru, figurujícímu ve druhé stovce. Ani v semifinále jej nezastavil Rus Karen Chačanov.
V jubilejním 140. finále kariéry pak zdolal německou turnajovou čtyřku Alexandra Zvereva po hladém dvousetovém průběhu 6–1 a 6–3 za 52 minut. Oplatil mu tím semifinálovou porážku z předchozího ročníku. Duel okomentoval slovy: „Hrál jsem neskutečně dobře. Cítil jsem se v pohodě a ani na moment jsem nepolevil.“ Čtvrtým turnajovým vítězstvím v probíhající sezóně vyrovnal Nadalův průběžný rekord. Trofej zároveň představovala rekordní šestnáctý titul z travnatého povrchu a devadesátý druhý z okruhu ATP Tour, což znamenalo ztrátu dvou vavřínů na druhého v této statistice Ivana Lendla. Po Nadalovi se také stal druhým mužem otevřené éry, jenž na jediném turnaji triumfoval alespoň devětkrát.

#### Wimbledon
V první polovině července hrál ve Wimbledonu jako světová pětka a třetí nasazený. V All England Clubu startoval podevatenácté, čímž v rámci turnajů „velké čtyřky“ vyrovnal celkový rekordní počet 70 účastí Francouze Fabrice Santora.
V úvodním kole vyřadil Ukrajince Alexandra Dolgopolova, který mu v průběhu druhé sady skrečoval pro zranění. V jeho průběhu ještě stihl překonat hranici 10 000 zahraných es, čímž se stal třetím tenistou s tímto počtem přímých bodů z podání. Následně vyřadil Srba z konce osmé desítky žebříčku Dušana Lajoviće a turnajovou dvacetsedmičku Mischu Zvereva. Touto výhrou ve třetím kole získal rekordní 317. vítězný zápas na grandslamu, čímž v historických tabulkách předstihl na prvním místě figurující Serenu Williamsovou. Ve čtvrté fázi na něj nestačila bulharská světová jedenáctka Grigor Dimitrov. V 35 letech se stal druhým nejstarším čtvrtfinalistou wimbledonské dvouhry po 39letém Kenu Rosewallovi z roku 1971 a následně i takovým semifinalistou a finalistou.
Čtvrtfinále přineslo reprízu semifinálového duelu z roku 2016, v níž Švýcar oplatil prohru šestému nasazenému Kanaďanu Milosi Raonici. Až ve třetím setu se přiblížil kanadský hráč k zisku sady, když nejdříve neproměnil čtyři brejkové šance v osmé hře a poté nezužitkoval vedení 3:0 v tiebreaku. Poté však převzal iniciativu basilejský rodák a z dalších osmi míčů získal sedm. Po Jimmy Connorsovi vyhrál jako druhý muž otevřené éry 100. zápas ve Wimbledonu. Stal se také prvním tenistou v historii, který postoupil do rekordního 50 čtvrtfinále a 42 semifinále na grandslamu.
Mezi poslední čtveřicí hráčů zdolal potřetí v sezóně jedenáctého nasazeného Čecha a 31letého finalistu z roku 2010 Tomáše Berdycha. Proti světové patnáctce tak navýšil aktivní vzájemnou bilanci výher a proher na 19–6, když prodloužil aktuální šňůru na devět vítězství. Český tenista na Švýcara uhrál nejvíce gamů v celém turnaji a jako jediný dovedl sety do dvou tiebreaků. Podání mu prolomil jen v úvodní sadě, když srovnal stav na 4–4 po dvou dvojchybách soupeře na podání. Federer získal v celém průběhu dva servisy Berdycha, ten druhý rozhodující ve třetím setu.

##### Finále: 8. wimbledonská trofej a první Wimbledon bez ztráty setu
Ve svém rekordním jedenáctém wimbledonském finále zdolal za 1.41 hodin chorvatskou turnajovou šestku Marina Čiliće ve třech sadách, když soupeři pětkrát prolomil podání z deseti brejkových příležitostí, zatímco Chorvat jedinou takovou možnost nevyužil. Navýšil tím rekordní statistiku mužského tenisu 19. grandslamem z dvouhry a jako první vybojoval osmou wimbledonskou trofej, čímž se odpoutal od Peta Samprase a britského amatéra Williama Renshawa.
V probíhající sezóně si připsal páté turnajové vítězství ze sedmi startů a druhé grandslamové, které představovalo devadesátý třetí singlový titul na okruhu ATP Tour a rekordní sedmnáctý z travnatého povrchu. Ve statistice singlových trofejí open éry zaostával jediné vítězství za druhým Ivanem Lendlem. Jako druhý hráč otevřené éry prošel wimbledonskou soutěží bez ztráty setu a navázal na výkon Björna Borga z roku 1976. Sám již takový turnaj odehrál na Australian Open 2007. V celém turnaji ztratil pouze čtyři podání, když z 21 brejkových příležitostí soupeřů odvrátil 17.
Finálovým utkáním basilejský rodák také vyrovnal Connorsův rekord londýnského majoru 102. odehraným zápasem ve dvouhře. Ve věku 35 let a 341 dní se stal nejstarším londýnským šampionem open éry, který čekal na titul pět let. Vyšší časové rozpětí osmi let měl pouze Jimmy Connors mezi lety 1974 a 1982. Bodový zisk jej v následném vydání žebříčku ATP posunul z 5. na 3. místo. Do elitní světové trojky se vrátil téměř po jedenácti měsících, když z ní vypadl 22. srpna 2016. Na prvního Andyho Murrayho po turnaji ztrácel 1 205 bodů. Přitom jedenáct z předchozích čtrnácti wimbledonských vítězů zakončilo sezónu vždy jako světová jednička.
Popáté v průběhu jediné sezóny tak Rafael Nadal nejdříve zvítězil na French Open a Roger Federer následně ve Wimbledonu, dvojici majorů označovaných jako Channel Slam.

##### Federerovy rekordy po Wimbledonu
- 19 grandslamů v mužské dvouhře
- 29 finále v mužské dvouhře grandslamu
- 42 semifinále ve dvouhře grandslamu
- 50 čtvrtfinále ve dvouhře grandslamu
- 321 vítězných zápasů ve dvouhře grandslamu
- 70 účastí na grandslamu (spolu s Fabricem Santorem)
- 8 wimbledonských titulů ve dvouhře mužů
- 11 wimbledonských finále ve dvouhře mužů, rekord i v rámci celého grandslamu[38]
- 102 odehraných wimbledonských dvouher (spolu s Jimmym Connorsem)
- titul bez ztráty setu (v open éře spolu s Björnem Borgem)
- v 35 letech a 341 dnech nejstarší vítěz dvouhry mužů v open éře Wimbledonu

### Severoamerická letní sezóna

#### Rogers Cup
Na montréalský Rogers Cup zavítal poprvé od roku 2011, kde za Nadalem hrál jako druhý nasazený vzhledem k absenci zraněné světové jedničky Murrayho. Kanadská událost se tak stala prvním turnajem série Masters od Monte-Carlo Rolex Masters 2011, kde Španěl se Švýcarem plnili roli dvou nejvýše nasazených hráčů.
V úvodním klání povolil Kanaďanu z počátku druhé stovky Petru Polanskému jen tři gamy. Poté, co mu David Ferrer odebral první sadu, dokázal průběh otočit a udržet stoprocentní úspěšnost vzájemných duelů, když poměr navýšil na 17–0. Ztracený set však znamenal konec jeho série 32 vyhraných sad bez přerušení. Ve čtvrtfinále přehrál dalšího zástupce tenisu z Pyrenejského poloostrova a světovou šestnáctku Roberta Bautistu Aguta, proti němuž zlepšil bilanci vzájemných utkání na 7–0. Mezi poslední čtveřicí vyřadil nizozemské překvapení turnaje Robina Haaseho ve dvou setech a postoupil do šestého finále sezóny. V něm jej zdolal 20letý Němec Alexander Zverev po dvousetovém průběhu, když se basilejský rodák potýkal s bolestmi zad. Švýcarovi připravil první finálovou porážku roku a pátou trofejí sezóny se posunul na první příčku po bok Federera.

#### Western & Southern Open
Z Montréalu Federer přiletel do dějiště cincinnatského Western & Southern Open, kde se omluvil pro zranění zad a byl přinucen odložit boj o návrat na pozici světové jedničky.

#### US Open
Na US Open startoval jako třetí nasazený za světovou jedničkou Nadalem a dvojkou Murraym, který se však odhlásil a v průběhu turnaje předčasně ukončil sezónu pro dlouhodobé poranění kyčle. Se Španělem byl Federer nalosován do stejné poloviny pavouka. Příležitost vystřídat jej na čele klasifikace měl při zdolání Nadala v semifinále či postupu do této fáze turnaje bez Španěla.
Do soutěže vstoupil pětisetovou bitvou s americkým teenagerem Francesem Tiafoem, jemuž patřila sedmdesátá první příčka žebříčku. Poprvé od roku 2000 tak musel na newyorském majoru odehrát pět sad, aby postoupil do druhé fáze. V ní si pětisetový průběh zopakoval s Rusem Michailem Južným, figurujícím na začátku druhé světové stovky, když dokázal otočit nepříznivý vývoj setů 1–2. Poměr vzájemných zápasů tak navýšil na 17–0. Poprvé v kariéře na grandslamu odehrál pětisetové souboje v prvním i druhém kole. Až ve třetím duelu s třicátým prvním nasazeným Felicianem Lópezem prošel utkáním bez ztráty setu, čímž navýšil stoprocentní aktivní bilanci vzájemných utkání na 13–0. Během zápasu se posunul na druhé místo historických tabulek zahraných es, když 10 132. esem překonal Chorvata Gorana Ivaniševiće.
Neporazitelnost proti Němci Philippu Kohlschreiberovi prodloužil v osmifinále, v němž bez ztráty sady posunul vzájemný zápasový poměr na 12–0. Premiérovou grandslamovou potážku sezóny mu přivodil dvacátý čtvrtý nasazený Argentinec Juan Martín del Potro ve čtvrtfinále. V duelu představujícím reprízu finále US Open 2009 hrál klíčovou roli tiebreak třetí sady za stavu 1–1 na sety. Švýcar v něm nevyužil ani jeden ze čtyř setbolů a naopak ten první proměnil argentinský tenista, jenž zkrácenou hru získal poměrem 10:8. Nabíhající Federer po servisu na síť v klíčovém okamžiku zahrál bekhendový volej za základní čáru. Ve čtvrté sadě pak del Potro prolomil soupeři servis a dovedl utkání do vítězného konce. Basilejský rodák vyřazení komentoval slovy: „Juan bojoval jako lev. Byl jsem příliš nervózní, on naopak předvedl vždycky něco úžasného, když to potřeboval. A já mu taky někdy pomohl. … Neměl jsem negativní myšlenky, ale věděl jsem, že hraje skvěle. Já nebyl dost dobrý v mé mysli, v mém těle ani v mé hře.“ Očekávané semifinále proti Nadalovi se tak neuskutečnilo a Flushing Meadows zůstával jediným turnajem „velké čtyřky“, na němž se Španěl se Švýcarem nikdy nepotkali. Po turnaji se posunul na 2. příčku žebříčku.

### Laver Cup
V druhé polovině září přijel do pražské O2 areny na premiérový ročník exhibičního Laver Cupu, jenž vznikl z jeho myšlenky týmového utkání nejlepších aktivních hráčů na jediném místě.
Jako světová dvojka vyhrál za tým Evropy všechny tři zápasy. V sobotní dvouhře porazil jedničku světového družstva a šestnáctého hráče žebříčku Sama Querreyho ve dvou setech. Ve večerním duelu pak poprvé v kariéře nastoupil do čtyřhry po boku světové jedničky a hlavního rivala na okruhu Rafaela Nadala, aby za 81 minut zdolali Američany v týmu světa Querreyho s Jackem Sockem až v supertiebreaku. V nedělní závěrečné dvouhře přidal rozhodující tři body výhrou nad australskou světovou dvacítkou Nickem Kyrgiosem. Po ztrátě úvodní sady a zisku druhé následoval supertiebreak. V něm Australan při vedení 9:8 nevyužil mečbol a následně ztratil tři míče v řadě. Švýcar tak za vyhranou dvouhru získal klíčové tři body a týmu přispěl celkově sedmi body. Evropané zvítězili nad světem v poměru 15:9.

### Asijská túra

#### Shanghai Rolex Masters
Na podzimní asijské túře odehrál jediný turnaj z mistrovské série Shanghai Rolex Masters v Šanghaji.
Jako turnajová dvojka obdržel volný los do druhého kola, aby v něm bez ztráty setu přešel přes Argentince z třetí desítky žebříčku Diega Schwartzmana a poté přehrál Ukrajince Alexandra Dolgopolova. Po čtvrtfinálové výhře nad třicátým prvním hráčem světa Richardem Gasquetem mu jediný set na turnaji odebral šestnáctý nasazený Argentinec Juan Martín del Potro. Oplatil mu tak zářijovou prohru z US Open a za 1.58 hodin postoupil do finále. Zároveň posunul věkový rekord, když se stal – do té doby – nejstarším šampionem dvouhry série Masters.
V závěrečném duelu turnaje pak počtvrté v sezóně vyzval hlavního rivala na okruhu, Rafaela Nadala, jemuž patřila první příčka světové klasifikace. I počtvrté v roce jej zdolal, ve dvou sadách, a neporazitelnost proti Španělovi prodloužil na pět zápasů. Snížil také pasivní vzájemnou bilanci na 15–23. Svým druhým titulem na Shanghai Masters vybojoval švýcarský hráč dvacáté sedmé turnajové vítězství ze série ATP Masters. V utkání využil tři ze sedmi brejkových příležitostí a ukončil Nadalovu 16zápasovou neporazitelnost. Devadesátým čtvrtým titulem na okruhu ATP Tour se v rámci otevřené éry dotáhl na druhého v této statistice Ivana Lendla, když oba zaostávali patnáct trofejí za prvním Jimmym Connorsem.
Šestým sezónním titulem z probíhající sezóny se vyrovnal vedoucímu hráči v této statistice, Nadalovi.

### Závěrečné turnaje v Evropě

#### Swiss Indoors
V roli obhájce titulu zavítal na říjnový Swiss Indoors v rodné Basileji, kde postoupil v předešlých jedenácti letech desetkrát do finále a sedmkrát si odvezl titul.
V úvoudních dvou kolech na něj americký teenager Frances Tiafoe i francouzská světová čtyřicítka Benoît Paire shodně uhráli čtyři gamy. Po výhře nad dalším Francouzem, sedmým nasazeným Adrianem Mannarinem po třísetovém průběhu pronikl Švýcar do semifinále, kde hladce vyřadil desátého muže klasifikace Davida Goffina z Belgie, jenž v duelu získal tři hry.
V předešlých ročnících turnaje mu dvě ze tří finálových porážek – v letech 2012 a 2013 – přivodil Argentinec Juan Martín del Potro, s nímž se opět potkal v závěrečném zápasu soutěže. Přestože světová devatenáctka del Potro vyhrála úvodní set v tiebreaku, zbylé dva připadly Federerovi, který tak obhájil titul. Basilejský rodák prodloužil neporazitelnost na devět zápasů, když naposledy předtím prohrál právě s del Potrem na zářijovém US Open. Aktivní bilanci vzájemných zápasů proti Argentinci navýšil na 18–6. V sedmnáctém startu na Swiss Indoors vybojoval rekordní osmou trofej a jako první tenista open éry si zahrál ve finále jediného turnaje dvanáctkrát. Sedmým turnajovovým vítězstvím z jedenácti startů se posunul do čela sezónní statitisky vyhraných titulů. Na okruhu ATP Tour dobyl devadesátý pátý kariérní titul, čímž se na 2. místě otevřené éry odpoutal od Lendlových 94 trofejí. Devatenáctým titulem v kategorii ATP 500 se také dotáhl na prvního Nadala. Finanční prémie znamenala, že na čele historických výdělků překonal o téměř 50 tisíc dolarů vedoucího Novaka Djokoviće, když vydělaná částka Švýcarem činila 109 853 682 dolarů.

#### ATP Finals
Patnáctou účastí na londýnském Turnaji mistrů, ATP Finals, navýšil rekordní počet startů ze závěrečné akce sezóny.
V základní skupině Borise Beckera vyhrál všechna tři utkání a do semifinále postoupil z prvního místa. Na jeho raketě postupně zůstali americký devátý hráč světa Jack Sock, světová trojka Alexander Zverev i pětka Marin Čilić.
V semifinále však za 1.45 hodin překvapivě podlehl sedmému nasazenému Belgičanu Davidu Goffinovi, což znamenalo jeho první prohru po šňůře šesti vzájemných výher. Belgičan tak snížil bilanci utkání dvojice na 1–6 a Švýcarovi oplatil hladkou porážku ze semifinále říjnového Swiss Indoors 2017. Goffin se stal pátým tenistou, jenž dokázal na témže turnaji porazit Nadala i Federera, druhým hráčem v rámci Turnaje mistrů, když v tomto ohledu navázal na Nikolaje Davyděnka a rok 2009.
Sezónu zakončila na 2. místě žebříčku ATP za vedoucím Rafaelem Nadalem.

## Přehled utkání

### Dvouhra: 57 (52–5)
| Turnaj | utkání                                                                                                 | fáze        | soupeř                | ATP       | stav      | výsledek                       |
| --- | --- | ----------- | --------------------- | --------- | --------- | ------------------------------ |
| Australian Open Melbourne, Austrálie Grand Slam tvrdý, venku 16.–29. ledna 2017                                      | 1326.                                                                                                  | 1. kolo     | Jürgen Melzer         | 300.      | výhra     | 7–5, 3–6, 6–2, 6–2             |
| Australian Open Melbourne, Austrálie Grand Slam tvrdý, venku 16.–29. ledna 2017                                      | 1327.                                                                                                  | 2. kolo     | Noah Rubin            | 200.      | výhra     | 7–5, 6–3, 7–6(7–3)             |
| Australian Open Melbourne, Austrálie Grand Slam tvrdý, venku 16.–29. ledna 2017                                      | 1328.                                                                                                  | 3. kolo     | Tomáš Berdych         | 10.       | výhra     | 6–2, 6–4, 6–4                  |
| Australian Open Melbourne, Austrálie Grand Slam tvrdý, venku 16.–29. ledna 2017                                      | 1329.                                                                                                  | 4. kolo     | Kei Nišikori          | 5.        | výhra     | 6–7(4–7), 6–4, 6–1, 4–6, 6–3   |
| Australian Open Melbourne, Austrálie Grand Slam tvrdý, venku 16.–29. ledna 2017                                      | 1330.                                                                                                  | čtvrtfinále | Mischa Zverev         | 50.       | výhra     | 6–1, 7–5, 6–2                  |
| Australian Open Melbourne, Austrálie Grand Slam tvrdý, venku 16.–29. ledna 2017                                      | 1331.                                                                                                  | semifinále  | Stan Wawrinka         | 4.        | výhra     | 7–5, 6–3, 1–6, 4–6, 6–3        |
| Australian Open Melbourne, Austrálie Grand Slam tvrdý, venku 16.–29. ledna 2017                                      | 1332.                                                                                                  | finále      | Rafael Nadal          | 9.        | vítěz (1) | 6–4, 3–6, 6–1, 3–6, 6–3        |
| Australian Open Melbourne, Austrálie Grand Slam tvrdý, venku 16.–29. ledna 2017                                      | obhajoval bodů = 720, získal = 2 000, celkem = 3 260 (↑ 185 ↓ 330); posun na žebříčku = 17. → 10. (+7) |             |                       |           |           |                                |
| Dubai Tennis Championships Dubaj, Spojené arabské emiráty ATP World Tour 500 tvrdý, venku 27. února – 4. března 2017 | 1333.                                                                                                  | 1. kolo     | Benoît Paire          | 39.       | výhra     | 6–1, 6–3                       |
| Dubai Tennis Championships Dubaj, Spojené arabské emiráty ATP World Tour 500 tvrdý, venku 27. února – 4. března 2017 | 1334.                                                                                                  | 2. kolo     | Jevgenij Donskoj      | 116.      | prohra    | 6–3, 6–7(7–9), 6–7(5–7)        |
| Dubai Tennis Championships Dubaj, Spojené arabské emiráty ATP World Tour 500 tvrdý, venku 27. února – 4. března 2017 | obhajoval bodů = 0, získal = 45, celkem = 3 305 (↑ 70 ↓ 25); posun na žebříčku = 10. → 10. (0)         |             |                       |           |           |                                |
| BNP Paribas Open Indian Wells, Spojené státy ATP World Tour Masters 1000 tvrdý, venku 6.–19. března 2017             | | 1. kolo     | volný los             | volný los | volný los | volný los                      |
| BNP Paribas Open Indian Wells, Spojené státy ATP World Tour Masters 1000 tvrdý, venku 6.–19. března 2017             | 1335.                                                                                                  | 2. kolo     | Stéphane Robert       | 81.       | výhra     | 6–2, 6–1                       |
| BNP Paribas Open Indian Wells, Spojené státy ATP World Tour Masters 1000 tvrdý, venku 6.–19. března 2017             | 1336.                                                                                                  | 3. kolo     | Steve Johnson         | 27.       | výhra     | 7–6(7–3), 7–6(7–5)             |
| BNP Paribas Open Indian Wells, Spojené státy ATP World Tour Masters 1000 tvrdý, venku 6.–19. března 2017             | 1337.                                                                                                  | 4. kolo     | Rafael Nadal          | 6.        | výhra     | 6–2, 6–3                       |
| BNP Paribas Open Indian Wells, Spojené státy ATP World Tour Masters 1000 tvrdý, venku 6.–19. března 2017             | — | čtvrtfinále | Nick Kyrgios          | 16.       |           | bez boje                       |
| BNP Paribas Open Indian Wells, Spojené státy ATP World Tour Masters 1000 tvrdý, venku 6.–19. března 2017             | 1338.                                                                                                  | semifinále  | Jack Sock             | 18.       | výhra     | 6–1, 7–6(7–4)                  |
| BNP Paribas Open Indian Wells, Spojené státy ATP World Tour Masters 1000 tvrdý, venku 6.–19. března 2017             | 1339.                                                                                                  | finále      | Stan Wawrinka         | 3.        | vítěz (2) | 6–4, 7–5                       |
| BNP Paribas Open Indian Wells, Spojené státy ATP World Tour Masters 1000 tvrdý, venku 6.–19. března 2017             | obhajoval bodů = 0, získal = 1 000, celkem = 4 305 (↑ 175 ↓ 160); posun na žebříčku = 10. → 6. (+4)    |             |                       |           |           |                                |
| Miami Open Miami, Spojené státy ATP World Tour Masters 1000 tvrdý, venku 20. března – 2. dubna 2017                  | | 1. kolo     | volný los             | volný los | volný los | volný los                      |
| Miami Open Miami, Spojené státy ATP World Tour Masters 1000 tvrdý, venku 20. března – 2. dubna 2017                  | 1340.                                                                                                  | 2. kolo     | Frances Tiafoe        | 101.      | výhra     | 7–6(7–2), 6–3                  |
| Miami Open Miami, Spojené státy ATP World Tour Masters 1000 tvrdý, venku 20. března – 2. dubna 2017                  | 1341.                                                                                                  | 3. kolo     | Juan Martín del Potro | 34.       | výhra     | 6–3, 6–4                       |
| Miami Open Miami, Spojené státy ATP World Tour Masters 1000 tvrdý, venku 20. března – 2. dubna 2017                  | 1342.                                                                                                  | 4. kolo     | Roberto Bautista Agut | 18.       | výhra     | 7–6(7–5), 7–6(7–4)             |
| Miami Open Miami, Spojené státy ATP World Tour Masters 1000 tvrdý, venku 20. března – 2. dubna 2017                  | 1343.                                                                                                  | čtvrtfinále | Tomáš Berdych         | 14.       | výhra     | 6–2, 3–6, 7–6(8–6)             |
| Miami Open Miami, Spojené státy ATP World Tour Masters 1000 tvrdý, venku 20. března – 2. dubna 2017                  | 1344.                                                                                                  | semifinále  | Nick Kyrgios          | 16.       | výhra     | 7–6(11–9), 6–7(9–11), 7–6(7–5) |
| Miami Open Miami, Spojené státy ATP World Tour Masters 1000 tvrdý, venku 20. března – 2. dubna 2017                  | 1345.                                                                                                  | finále      | Rafael Nadal          | 7.        | vítěz (3) | 6–3, 6–4                       |
| Miami Open Miami, Spojené státy ATP World Tour Masters 1000 tvrdý, venku 20. března – 2. dubna 2017                  | obhajoval bodů = 0, získal = 1 000, celkem = 5 305 (↑ 480 ↓ 570); posun na žebříčku = 6. → 4. (+2)     |             |                       |           |           |                                |
| MercedesCup Stuttgart, Německo ATP World Tour 250 tráva, venku 12.– 18. června 2017                                  | | 1. kolo     | volný los             | volný los | volný los | volný los                      |
| MercedesCup Stuttgart, Německo ATP World Tour 250 tráva, venku 12.– 18. června 2017                                  | 1346.                                                                                                  | 2. kolo     | Tommy Haas            | 302.      | prohra    | 6–2, 6–7(8–10), 4–6            |
| MercedesCup Stuttgart, Německo ATP World Tour 250 tráva, venku 12.– 18. června 2017                                  | obhajoval bodů = 90, získal = 0, celkem = 4 765 (↑ 1 040 ↓ 615); posun na žebříčku = 5. → 5. (0)       |             |                       |           |           |                                |
| Gerry Weber Open Halle, Německo ATP World Tour 500 tráva, venku 19.– 25. června 2017                                 | 1347.                                                                                                  | 1. kolo     | Júiči Sugita          | 66.       | výhra     | 6–3, 6–1                       |
| Gerry Weber Open Halle, Německo ATP World Tour 500 tráva, venku 19.– 25. června 2017                                 | 1348.                                                                                                  | 2. kolo     | Mischa Zverev         | 29.       | výhra     | 6–3, 6–4                       |
| Gerry Weber Open Halle, Německo ATP World Tour 500 tráva, venku 19.– 25. června 2017                                 | 1349.                                                                                                  | čtvrtfinále | Florian Mayer         | 134.      | výhra     |                                |
| Gerry Weber Open Halle, Německo ATP World Tour 500 tráva, venku 19.– 25. června 2017                                 | 1350.                                                                                                  | semifinále  | Karen Chačanov        | 38.       | výhra     | 6–4, 7–6(7–5)                  |
| Gerry Weber Open Halle, Německo ATP World Tour 500 tráva, venku 19.– 25. června 2017                                 | 1351.                                                                                                  | finále      | Alexander Zverev      | 12.       | vítěz (4) | 6–1, 6–3                       |
| Gerry Weber Open Halle, Německo ATP World Tour 500 tráva, venku 19.– 25. června 2017                                 | obhajoval bodů = 180, získal = 500, celkem = 5 265 (↑ 540 ↓ 1 030); posun na žebříčku = 5. → 5. (0)    |             |                       |           |           |                                |
| Wimbledon Londýn, Spojené království Grand Slam tráva, venku 3.–16. července 2017                                    | 1352.                                                                                                  | 1. kolo     | Alexandr Dolgopolov   | 84.       | výhra     | 6–3, 3–0skreč                  |
| Wimbledon Londýn, Spojené království Grand Slam tráva, venku 3.–16. července 2017                                    | 1353.                                                                                                  | 2. kolo     | Dušan Lajović         | 79.       | výhra     | 7–6(7–0), 6–3, 6–2             |
| Wimbledon Londýn, Spojené království Grand Slam tráva, venku 3.–16. července 2017                                    | 1354.                                                                                                  | 3. kolo     | Mischa Zverev         | 30.       | výhra     | 7–6(7–3), 6–4, 6–4             |
| Wimbledon Londýn, Spojené království Grand Slam tráva, venku 3.–16. července 2017                                    | 1355.                                                                                                  | 4. kolo     | Grigor Dimitrov       | 11.       | výhra     | 6–4, 6–2, 6–4                  |
| Wimbledon Londýn, Spojené království Grand Slam tráva, venku 3.–16. července 2017                                    | 1356.                                                                                                  | čtvrtfinále | Milos Raonic          | 7.        | výhra     | 6–4, 6–2, 7–6(7–4)             |
| Wimbledon Londýn, Spojené království Grand Slam tráva, venku 3.–16. července 2017                                    | 1357.                                                                                                  | semifinále  | Tomáš Berdych         | 15.       | výhra     | 7–6(7–4), 7–6(7–4), 6–4        |
| Wimbledon Londýn, Spojené království Grand Slam tráva, venku 3.–16. července 2017                                    | 1358.                                                                                                  | finále      | Marin Čilić           | 6.        | vítěz (5) | 6–3, 6–1, 6–4                  |
| Wimbledon Londýn, Spojené království Grand Slam tráva, venku 3.–16. července 2017                                    | obhajoval bodů = 720, získal = 2 000, celkem = 6 545 (↑ 900 ↓ 220); posun na žebříčku = 5. → 3. (+2)   |             |                       |           |           |                                |
| Rogers Cup Montréal, Kanada ATP World Tour Masters 1000 tvrdý, venku 7.–13. srpna 2017                               | | 1. kolo     | volný los             | volný los | volný los | volný los                      |
| Rogers Cup Montréal, Kanada ATP World Tour Masters 1000 tvrdý, venku 7.–13. srpna 2017                               | 1359.                                                                                                  | 2. kolo     | Peter Polansky        | 116.      | výhra     | 6–2, 6–1                       |
| Rogers Cup Montréal, Kanada ATP World Tour Masters 1000 tvrdý, venku 7.–13. srpna 2017                               | 1360.                                                                                                  | 3. kolo     | David Ferrer          | 33.       | výhra     | 4–6, 6–4, 6–2                  |
| Rogers Cup Montréal, Kanada ATP World Tour Masters 1000 tvrdý, venku 7.–13. srpna 2017                               | 1361.                                                                                                  | čtvrtfinále | Roberto Bautista Agut | 16.       | výhra     | 6–4, 6–4                       |
| Rogers Cup Montréal, Kanada ATP World Tour Masters 1000 tvrdý, venku 7.–13. srpna 2017                               | 1362.                                                                                                  | semifinále  | Robin Haase           | 52.       | výhra     | 6–3, 7–6(7–5)                  |
| Rogers Cup Montréal, Kanada ATP World Tour Masters 1000 tvrdý, venku 7.–13. srpna 2017                               | 1363.                                                                                                  | finále      | Alexander Zverev      | 8.        | prohra    | 3–6, 4–6                       |
| Rogers Cup Montréal, Kanada ATP World Tour Masters 1000 tvrdý, venku 7.–13. srpna 2017                               | obhajoval bodů = 0, získal = 600, celkem = 7 145 (↑ 410 ↓ 1 365); posun na žebříčku = 3. → 3. (0)      |             |                       |           |           |                                |
| US Open New York, Spojené státy Grand Slam tvrdý, venku 26. srpna – 10. září 2017                                    | 1364.                                                                                                  | 1. kolo     | Frances Tiafoe        | 71.       | výhra     | 4–6, 6–2, 6–1, 1–6, 6–4        |
| US Open New York, Spojené státy Grand Slam tvrdý, venku 26. srpna – 10. září 2017                                    | 1365.                                                                                                  | 2. kolo     | Michail Južnyj        | 101.      | výhra     | 6–1, 6–7(3–7), 4–6, 6–4, 6–2   |
| US Open New York, Spojené státy Grand Slam tvrdý, venku 26. srpna – 10. září 2017                                    | 1366.                                                                                                  | 3. kolo     | Feliciano López       | 35.       | výhra     | 6–3, 6–3, 7–5                  |
| US Open New York, Spojené státy Grand Slam tvrdý, venku 26. srpna – 10. září 2017                                    | 1367.                                                                                                  | 4. kolo     | Philipp Kohlschreiber | 37.       | výhra     | 6–4, 6–2, 7–5                  |
| US Open New York, Spojené státy Grand Slam tvrdý, venku 26. srpna – 10. září 2017                                    | 1368.                                                                                                  | čtvrtfinále | Juan Martín del Potro | 28.       | prohra    | 5–7, 6–3, 6–7(8–10), 4–6       |
| US Open New York, Spojené státy Grand Slam tvrdý, venku 26. srpna – 10. září 2017                                    | obhajoval bodů = 0, získal = 360, celkem = 7 505 (↑ 1 960 ↓ 715); posun na žebříčku = 3. → 2. (+1)     |             |                       |           |           |                                |
| Shanghai Rolex Masters Šanghaj, Čína ATP World Tour Masters 1000 tvrdý, venku 9.–15. října 2017                      | | 1. kolo     | volný los             | volný los | volný los | volný los                      |
| Shanghai Rolex Masters Šanghaj, Čína ATP World Tour Masters 1000 tvrdý, venku 9.–15. října 2017                      | 1369.                                                                                                  | 2. kolo     | Diego Schwartzman     | 26.       | výhra     | 7–6(7–4), 6–4                  |
| Shanghai Rolex Masters Šanghaj, Čína ATP World Tour Masters 1000 tvrdý, venku 9.–15. října 2017                      | 1370.                                                                                                  | 3. kolo     | Alexandr Dolgopolov   | 41.       | výhra     | 6–4, 6–2                       |
| Shanghai Rolex Masters Šanghaj, Čína ATP World Tour Masters 1000 tvrdý, venku 9.–15. října 2017                      | 1371.                                                                                                  | čtvrtfinále | Richard Gasquet       | 31.       | výhra     | 7–5, 6–4                       |
| Shanghai Rolex Masters Šanghaj, Čína ATP World Tour Masters 1000 tvrdý, venku 9.–15. října 2017                      | 1372.                                                                                                  | semifinále  | Juan Martín del Potro | 23.       | výhra     | 3–6, 6–3, 6–3                  |
| Shanghai Rolex Masters Šanghaj, Čína ATP World Tour Masters 1000 tvrdý, venku 9.–15. října 2017                      | 1373.                                                                                                  | finále      | Rafael Nadal          | 1.        | vítěz (6) | 6–4, 6–3                       |
| Shanghai Rolex Masters Šanghaj, Čína ATP World Tour Masters 1000 tvrdý, venku 9.–15. října 2017                      | obhajoval bodů = 0, získal = 1 000, celkem = 8 505 (↑ 1 960 ↓ 3 215); posun na žebříčku = 2. → 2. (0)  |             |                       |           |           |                                |
| Swiss Indoors Basilej, Švýcarsko ATP World Tour 500 tvrdý, hala 23.–29. října 2017                                   | 1374.                                                                                                  | 1. kolo     | Frances Tiafoe        | 76.       | výhra     | 6–1, 6–3                       |
| Swiss Indoors Basilej, Švýcarsko ATP World Tour 500 tvrdý, hala 23.–29. října 2017                                   | 1375.                                                                                                  | 2. kolo     | Benoît Paire          | 40.       | výhra     | 6–1, 6–3                       |
| Swiss Indoors Basilej, Švýcarsko ATP World Tour 500 tvrdý, hala 23.–29. října 2017                                   | 1376.                                                                                                  | čtvrtfinále | Adrian Mannarino      | 28.       | výhra     | 4–6, 6–1, 6–3                  |
| Swiss Indoors Basilej, Švýcarsko ATP World Tour 500 tvrdý, hala 23.–29. října 2017                                   | 1377.                                                                                                  | semifinále  | David Goffin          | 10.       | výhra     | 6–1, 6–2                       |
| Swiss Indoors Basilej, Švýcarsko ATP World Tour 500 tvrdý, hala 23.–29. října 2017                                   | 1378.                                                                                                  | finále      | Juan Martín del Potro | 19.       | vítěz (7) | 6–7(5–7), 6–4, 6–3             |
| Swiss Indoors Basilej, Švýcarsko ATP World Tour 500 tvrdý, hala 23.–29. října 2017                                   | obhajoval bodů = 0, získal = 500, celkem = 9 005 (↑ 1 460 ↓ 4 215); posun na žebříčku = 2. → 2. (0)    |             |                       |           |           |                                |
| ATP Finals Londýn, Spojené království ATP World Tour Finals tvrdý, hala 12.–19. listopadu 2017                       | 1379.                                                                                                  | zs          | Jack Sock             | 9.        | výhra     | 6–4, 7–6(7–4)                  |
| ATP Finals Londýn, Spojené království ATP World Tour Finals tvrdý, hala 12.–19. listopadu 2017                       | 1380.                                                                                                  | zs          | Alexander Zverev      | 3.        | výhra     | 7–6(8–6), 5–7, 6–1             |
| ATP Finals Londýn, Spojené království ATP World Tour Finals tvrdý, hala 12.–19. listopadu 2017                       | 1381.                                                                                                  | zs          | Marin Čilić           | 5.        | výhra     | 6–7(5–7), 6–4, 6–1             |
| ATP Finals Londýn, Spojené království ATP World Tour Finals tvrdý, hala 12.–19. listopadu 2017                       | 1382.                                                                                                  | semifinále  | David Goffin          | 8.        | prohra    | 6–2, 3–6, 4–6                  |
| ATP Finals Londýn, Spojené království ATP World Tour Finals tvrdý, hala 12.–19. listopadu 2017                       | obhajoval bodů = 0, získal = 600, celkem = 9 605 (↑ 1 040 ↓ 4 455); posun na žebříčku = 2. → 2. (0)    |             |                       |           |           |                                |
| ATP – postavení na žebříčku ATP; zs – základní skupina, ↑ bodová ztráta na +1 příčku, ↓ bodový náskok na -1 příčku   | |             |                       |           |           |                                |

## Utkání Hopmanova poháru

### Dvouhra: 3 (2–1)
| Turnaj                                                                      | fáze             | soupeř           | ATP | stav   | výsledek                     |
| --------------------------------------------------------------------------- | ---------------- | ---------------- | --- | ------ | ---------------------------- |
| Hopmanův pohár Perth, Austrálie Hopmanův pohár tvrdý, hala 1.–7. ledna 2017 | základní skupina | Daniel Evans     | 66. | výhra  | 6–3, 6–4                     |
| Hopmanův pohár Perth, Austrálie Hopmanův pohár tvrdý, hala 1.–7. ledna 2017 | základní skupina | Alexander Zverev | 24. | prohra | 6–7(1–7), 7–6(7–4), 6–7(4–7) |
| Hopmanův pohár Perth, Austrálie Hopmanův pohár tvrdý, hala 1.–7. ledna 2017 | základní skupina | Richard Gasquet  | 18. | výhra  | 6–1, 6–4                     |
| ATP – postavení na žebříčku ATP; zs – základní skupina                      |                  |                  |     |        |                              |

### Smíšená čtyřhra: 3 (2–1)
| Turnaj                                                                      | fáze             | spoluhráčka       | soupeři                                | stav   | výsledek               |
| --------------------------------------------------------------------------- | ---------------- | ----------------- | -------------------------------------- | ------ | ---------------------- |
| Hopmanův pohár Perth, Austrálie Hopmanův pohár tvrdý, hala 1.–7. ledna 2017 | základní skupina | Belinda Bencicová | Heather Watsonová Daniel Evans         | výhra  | 4–0, 4–1 (Fast4 tenis) |
| Hopmanův pohár Perth, Austrálie Hopmanův pohár tvrdý, hala 1.–7. ledna 2017 | základní skupina | Belinda Bencicová | Andrea Petkovicová Alexander Zverev    | výhra  | 4–1, 4–2 (Fast4 tenis) |
| Hopmanův pohár Perth, Austrálie Hopmanův pohár tvrdý, hala 1.–7. ledna 2017 | základní skupina | Belinda Bencicová | Kristina Mladenovicová Richard Gasquet | prohra | 2–4, 2–4 (Fast4 tenis) |

## Utkání Laverova poháru

### Dvouhra: 2 (2–0)
| Turnaj                                                                 | fáze   | soupeř                   | ATP | stav  | výsledek              |
| ---------------------------------------------------------------------- | ------ | ------------------------ | --- | ----- | --------------------- |
| Laverův pohár Praha, Česko Laverův pohár tvrdý, hala 22.–24. září 2017 | 2. den | Sam Querrey (tým světa)  | 16. | výhra | 6–4, 6–2              |
| Laverův pohár Praha, Česko Laverův pohár tvrdý, hala 22.–24. září 2017 | 3. den | Nick Kyrgios (tým světa) | 20. | výhra | 4–6, 7–6(8–6), [11–9] |
| ATP – postavení na žebříčku ATP                                        |        |                          |     |       |                       |

### Čtyřhra: 1 (1–0)
| Turnaj                                                                 | fáze   | spoluhráč                 | soupeři                                       | stav  | výsledek         |
| ---------------------------------------------------------------------- | ------ | ------------------------- | --------------------------------------------- | ----- | ---------------- |
| Laverův pohár Praha, Česko Laverův pohár tvrdý, hala 22.–24. září 2017 | 2. den | Rafael Nadal (tým Evropy) | Sam Querrey (tým světa) Jack Sock (tým světa) | výhra | 6–4, 1–6, [10–5] |

## Přehled finále
| Legenda                             |
| Grand Slam (2–0 D)                  |
| Turnaj mistrů (0–0)                 |
| ATP World Tour Masters 1000 (3–1 D) |
| ATP World Tour 500 (2–0 D)          |
| ATP World Tour 250 (0–0)            |
| D – dvouhra; Č – čtyřhra            |

| Finále dle povrchu |
| ------------------ |
| tvrdý (5–1 D)      |
| antuka (0–0)       |
| tráva (2–0 D)      |

| Finále dle místa |
| ---------------- |
| venku (6–1 D)    |
| hala (1–0 D)     |

### Dvouhra: 8 (7–1)
| stav      | č.  | datum             | turnaj                            | povrch    | soupeř ve finále      | výsledek                |
| --------- | --- | ----------------- | --------------------------------- | --------- | --------------------- | ----------------------- |
| Vítěz     | 89. | 29. ledna 2017    | Australian Open, Austrálie (5)    | tvrdý     | Rafael Nadal          | 6–4, 3–6, 6–1, 3–6, 6–3 |
| Vítěz     | 90. | 19. března 2017   | Indian Wells, Spojené státy (5)   | tvrdý     | Stan Wawrinka         | 6–4, 7–5                |
| Vítěz     | 91. | 2. dubna 2017     | Miami, Spojené státy (3)          | tvrdý     | Rafael Nadal          | 6–3, 6–4                |
| Vítěz     | 92. | 25. června 2017   | Halle, Německo (9)                | tráva     | Alexander Zverev      | 6–1, 6–3                |
| Vítěz     | 93. | 16. července 2017 | Wimbledon, Spojené království (8) | tráva     | Marin Čilić           | 6–3, 6–1, 6–4           |
| Finalista | 49. | 13. srpna 2017    | Montréal, Kanada (4)              | tvrdý     | Alexander Zverev      | 3–6, 4–6                |
| Vítěz     | 94. | 15. října 2017    | Šanghaj, Čína (2)                 | tvrdý     | Rafael Nadal          | 6–4, 6–3                |
| Vítěz     | 95. | 29. října 2017    | Basilej, Švýcarsko (8)            | tvrdý (h) | Juan Martín del Potro | 6–7(5–7), 6–4, 6–3      |

## Finanční odměny
| turnaj                     | turnaj                     | finanční odměna | celkem       |
| -------------------------- | -------------------------- | --------------- | ------------ |
| Australian Open            | Australian Open            | A$3 700 000     | $2 774 260   |
| Dubai Tennis Championships | Dubai Tennis Championships | $34 100         | $2 808 360   |
| Indian Wells Masters       | Indian Wells Masters       | $1 175 505      | $3 983 865   |
| Miami Masters              | Miami Masters              | $1 175 505      | $5 159 370   |
| Stuttgart Open             | Stuttgart Open             | €10 170         | $5 171 424   |
| Halle Open                 | Halle Open                 | €395 690        | $5 614 360   |
| Wimbledon                  | Wimbledon                  | £2 200 000      | $8 478 320   |
| Canada Masters             | Canada Masters             | $438 635        | $8 916 955   |
| US Open                    | US Open                    | $470 000        | $9 419 735   |
| Shanghai Masters           | Shanghai Masters           | $1 136 850      | $10 556 585  |
| Swiss Indoors              | Swiss Indoors              | €395 850        | $11 022 856  |
| ATP Finals                 | ATP Finals                 | $764 000        | $11 786 856  |
| bonus                      | bonus                      | $1 200 000      | $13 054 856  |
| Přehled                    | výdělek v sezóně           |                 | $13 054 856  |
| Přehled                    | výdělek v kariéře          |                 | $111 885 682 |
| kurziva – turnajový titul  |                            |                 |              |

## Poměr vzájemných utkání
Přehled uvádí oficiální poměr vzájemných utkání dvouhry Rogera Federera podle ATP Tour, který činil 52 výher a 5 proher s procentuální úspěšností 91,23 %:
aktivní poměr
- Tomáš Berdych, 3–0
- Rafael Nadal, 4–0
- Mischa Zverev, 3–0
- Roberto Bautista Agut, 2–0
- Alexandr Dolgopolov, 2–0
- Stan Wawrinka, 2–0
- Alexander Zverev, 2–1
- Frances Tiafoe, 3–0
- Juan Martín del Potro, 3–1
- Marin Čilić, 2–0
- Grigor Dimitrov, 1–0
- David Ferrer, 1–0
- Richard Gasquet, 1–0
- Robin Haase, 1–0
- Karen Chačanov, 1–0
- Steve Johnson, 1–0
- Michail Južnyj, 1–0
- Philipp Kohlschreiber, 1–0
- Nick Kyrgios, 1–0
- Dušan Lajović, 1–0
- Feliciano López, 1–0
- Adrian Mannarino, 1–0
- Florian Mayer, 1–0
- Jürgen Melzer, 1–0
- Kei Nišikori, 1–0
- Benoît Paire, 2–0
- Peter Polansky, 1–0
- Milos Raonic, 1–0
- Stéphane Robert, 1–0
- Noah Rubin, 1–0
- Diego Schwartzman, 1–0
- Júiči Sugita, 1–0

vyrovnaný poměr
- David Goffin, 1–1
- Jack Sock, 1–1

pasivní poměr
- Jevgenij Donskoj, 0–1
- Tommy Haas, 0–1